# Туркменська мова
Туркме́нська мо́ва (туркм. türkmen dili, türkmençe) — одна з тюркських мов. Поширена у Туркменістані, частково в Узбекистані, Таджикистані, Казахстані, Ставропольському краї РФ, Ірані, Іраку, Афганістані та Туреччині. Основні діалекти: текинський, йомудський, арсаринський, салирський, сарикський, човдурський. Діалект ставропольських туркменів називають трухменською мовою.
Туркменська мова сформувалася на базі племінних мов огузів, але протягом свого розвитку набула деяких рис, характерних для тюркських мов кипчацької групи.
Стара туркменська мова була здебільшого мовою поезії. Літературна мова була кодифікована на початку радянського періоду на основі текинського діалекту. До 1928 року туркменська мова користувалася арабським алфавітом, потім було здійснено перехід на латинку. З 1940 року для запису туркменської мови використовувався алфавіт на основі кирилиці, а зі здобуттям незалежності на початку 90-х років було знову зроблено перехід на латинку.

## Абетка
Латинка (з 1995)
| A a | B b | Ç ç | D d | E e | Ä ä | F f | G g |
| H h | I i | J j | Ž ž | K k | L l | M m | N n |
| Ň ň | O o | Ö ö | P p | R r | S s | Ş ş | T t |
| U u | Ü ü | W w | Y y | Ý ý | Z z |     |     |

Кирилиця (1940—1995)
| А а   | Б б | В в   | Г г   | Д д | Е е | Ё ё   | Ж ж |
| Җ җ   | З з | И и   | Й й   | К к | Л л | М м   | Н н |
| Ң ң   | О о | Ө ө   | П п   | Р р | С с | Т т   | У у |
| Ү ү   | Ф ф | Х х   | (Ц ц) | Ч ч | Ш ш | (Щ щ) |     |
| (Ъ ъ) | Ы ы | (Ь ь) | Э э   | Ә ә | Ю ю | Я я   |     |

## Приклад
«Заповіт» Т. Г. Шевченка туркменською мовою (переклав Аннал Бердієв):
| WESÝET Ajal ýeli öwsende, Gazyň siz soňky jaýym: Giň çölüniň göwsünde: Eziz Ukrainamyň. Jaýlaň meni belent bir: Kenarynda mes çaýyň. Esräp aksyn Dnepr: Gapdalymdan herdaýym. Sürsün derýa ummana: Haram ganyn pisleriň. Şonda Ukrainama: Gerin ene, dostlarym. Galkyn erden arşa çen, Haky görmän gelmerin. Çokunaryn… Şondan öň Hak-penany bilmerin. Jaýlaňyzsoň, galkynyp, Sütem kökün gyryň siz. Ýowuz ýowda ýalkanyp, Erk dünýäsin guruň siz. Erkin, täze mesgeni: Bezäp güler ýüz bile, Ýatlap duruň siz meni: Adaja, hoş söz bile. |

Джерело: Т. Г. Шевченко, Заповіт мовами народів світу, К., «Наукова думка», 1989)

## Джерело
- В. Н. Ярцева и др. Лингвистический энциклопедический словарь, Москва, «Советская энциклопедия», 1990.